# Formiat
| Strukturformel, formiat | Molekylmodell, formiat |
| Formiatjonen (HCO2– )   |                        |

Formiat eller metanoat är salter och estrar av myrsyra. Formiatjonen är den enklaste karboxylatjonen och består av en aldehydgrupp med en extra syreatom som ger jonen laddningen -1. De flesta formiater är vattenlösliga.

## Salter
Formiatsalter är jonföreningar som innehåller formiatjoner (HCO2–), till exempel ammoniumformiat (NH4HCO2).

## Estrar
Formiatestrar har den generella formeln HCOOR, där R är en organylgrupp, till exempel etylformiat (C2H5OCHO).